# 福島圭音
福島 圭音（ふくしま けいん、2001年10月6日 - ）は、埼玉県秩父市出身のプロ野球選手（外野手・育成選手）。右投左打。阪神タイガース所属。

## 経歴

### プロ入り前
秩父市立尾田蒔小学校3年生から秩父ドリームズで野球を始める。当時のポジションは遊撃手だった。秩父市立秩父第一中学校時代は軟式野球部に所属。
聖望学園高等学校では2年時から外野手に転向。3年時からは投手も務め、同年夏の埼玉大会ではリリーフとして登板した。5回戦の昌平高等学校戦では7回から登板するも8回に5失点を喫し降板、チームも敗れた。甲子園出場はなし。秋にはプロ志望届を提出したが、同年のドラフト会議では指名されなかった。
白鷗大学では2年時からレギュラーに定着。2年秋にはベストナインを獲得した。4年春には9試合で打率.526、リーグ記録を更新する20盗塁を記録して首位打者、最多安打、最多盗塁、最高出塁率、ベストナインを獲得。最終戦の上武大学戦では初回に本塁打を放つなどの活躍でリーグ優勝に貢献した。同年の大学野球日本代表候補選考合宿にも参加した。2学年上に中山誠吾、1学年上に曽谷龍平がいる。
2023年10月26日に開催されたドラフト会議で阪神タイガースから育成2位指名を受け、支度金300万円・年俸300万円という内容で仮契約を結んだ（金額はいずれも推定）。背番号は126。

### 阪神時代
2024年は春季キャンプの一軍・二軍の紅白戦で、当時監督だった岡田彰布から高評価を得た。ウエスタン・リーグでは育成ルーキーながら110試合に出場して、打率.245、1本塁打、23打点、15盗塁を記録した。

## 選手としての特徴
50m5.8秒、一塁到達3.8秒台を計測する俊足が最大の武器。遠投110mの強肩を兼備する。

## 人物
母親が俳優のケイン・コスギのファンだったことから「圭音（けいん）」と名付けられた。本人は自身の名前について「なかなかいない名前なので気に入っている」と話している。プロ入り後、スポーツ紙を通じてケイン・コスギ本人から激励を受けた。
埼玉県秩父市出身で、幼少期の頃は山で野ウサギを追いかけていたという。
父親の影響により幼少期から阪神ファンで、鳥谷敬に憧れており、鳥谷の出身校である聖望学園高校に進学した。目標の選手としては近本光司を挙げている。

## 詳細情報

### 背番号
- 126（2024年[13] - ）